# Chumarawaih
Abu l-Dschaisch Chumarawaih ibn Ahmad (arabisch أبو الجيش خماروية بن أحمد, DMG Abū l-Ǧaiš Ḫumārawaya b. Aḥmad; * 864; † Februar 896 in Damaskus) war der zweite Herrscher der Tuluniden in Ägypten. Er regierte von 884 bis 896.
Bald nach Übernahme der Regierung von Ahmad ibn Tulun musste sich Chumarawaih mit den wieder erstarkten Abbasiden auseinandersetzen. Diese hatten Nordsyrien zurückerobert. Nach längeren Kämpfen, bei denen Chumarawaih zumindest in Syrien die Oberhand behielt, kam es zu einem Ausgleich mit den Abbasiden. Dabei verzichtete Chumarawaih auf Ansprüche in Mesopotamien und stimmte der Zahlung von Tributen zu. Dafür erkannte Kalif al-Mutadid (892–902) die Herrschaft der Tuluniden in Ägypten und Syrien an und heiratete eine Tochter Chumarawaihs.
In den folgenden Jahren hatte Chumarawaih sich mit den zunehmend eigenmächtiger werdenden Heeresemiren der Truppen auseinanderzusetzen. Dies hinderte ihn aber nicht, eine umfangreiche Bautätigkeit zu starten und einem prunkvollen Hofleben zu frönen. Dadurch wurden allerdings die Staatsfinanzen ruiniert. Chumarawaih wurde im Februar 896 von einem Diener in Damaskus ermordet. Nachfolger wurden seine Söhne Abu l-Asakir (896) und Harun (896–904).
| Vorgänger       | Amt                                                | Nachfolger   |
| --------------- | -------------------------------------------------- | ------------ |
| Ahmad ibn Tulun | Herrscher von Ägypten (Tuluniden-Dynastie) 884–896 | Abu l-Asakir |

| Personendaten    | Personendaten                         |
| ---------------- | ------------------------------------- |
| NAME             | Chumarawaih                           |
| ALTERNATIVNAMEN  | Abu l-Dschaisch Chumarawaih ibn Ahmad |
| KURZBESCHREIBUNG | Herrscher der Tuluniden in Ägypten    |
| GEBURTSDATUM     | 864                                   |
| STERBEDATUM      | Februar 896                           |
| STERBEORT        | Damaskus                              |